# Porter Hardy junior

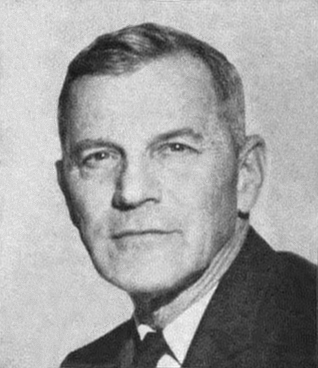
Porter Hardy Jr., 1965

Porter Hardy Jr. (* 1. Juni 1903 in Bon Air, Virginia; † 19. April 1995) war ein US-amerikanischer Politiker. Er vertrat den Bundesstaat Virginia als Abgeordneter im US-Repräsentantenhaus.

## Werdegang
Nach dem Schulbesuch in Bon Air ging Porter Hardy auf die Randolph-Macon Academy in Bedford. Er graduierte 1918 an der Boykins High School und 1922 am Randolph-Macon College in Ashland. Des Weiteren besuchte er die Graduate School of Business Administration (Hochschule für Betriebswirtschaft) an der Harvard University zwischen 1923 und 1924. Danach arbeitete er als Buchhalter und Geschäftsführer eines Warenhauses in New York City und Norfolk zwischen 1924 und 1927. In den nachfolgenden Jahren, von 1927 bis 1932, war er Großhändler für elektrisches Zubehör in Salisbury, Maryland. Darauf zog er 1932 nach Churchland, Virginia und beschäftigte sich mit der Landwirtschaft.
Hardy wurde als Demokrat in den 80. und die zehn nachfolgenden Kongresse gewählt. Seine Tätigkeit im Kongress übte er zwischen dem 3. Januar 1947 und dem 3. Januar 1969 aus. In dieser Zeit beteiligte er sich auch an dem Protestschreiben gegen die Rassenintegration an den öffentlichen Einrichtungen. Seinen Rückzug aus dem politischen Rampenlicht nahm er Anfang 1969. Er verzichtete darauf, sich noch einmal für die Wahl 1968 für den 91. Kongress aufstellen zu lassen.
Nach seiner politischen Tätigkeit arbeitete er als Direktor der Dominion Bankshares Corp. und anderer Finanzinstitute in Virginia.